# اتاق نگهداری
اتاق نگهداری (به انگلیسی: The Keeping Room) فیلمی مهیج اکشن محصول ۲۰۱۴ ایالات متحدهٔ آمریکا به کارگردانی دنیل باربر و به نویسندگی جولیا هارت است. بریت مارلینگ، هیلی استاینفلد، مونا اتارو، سم ورثینگتون، ایمی ناتال و ند دنیهی ستارگان فیلم هستند. فیلم در بخش ویژه نمایش جشنواره بین‌المللی فیلم تورنتو ۲۰۱۴ به نمایش گذاشته شد. فیلم در ۴ مه ۲۰۱۶ از طریق نت‌فلیکس در ایالات متحده آمریکا در دسترس قرار گرفت.

## بازیگران
- بریت مارلینگ[۵] در نقش اگستا
- هیلی استاینفلد[۶] در نقش لوئیس
- مونا اتارو[۷] در نقش مد
- سم ورثینگتون[۸] در نقش موزس
- کایل سالر در نقش هِنری
- ند دنیهی در نقش کالب
- ایمی ناتال در نقش مول
- نیکلس پینک در نقش بیل